# Keetia ornata
Keetia ornata là một loài thực vật có hoa trong họ Thiến thảo. Loài này được Bridson & Robbr. mô tả khoa học đầu tiên năm 1993.